# Стененки
Стененки — деревня в Юхновском районе Калужской области России. Входит в состав сельского поселения «Село Климов Завод».

## География
Расположена на правобережье реки Угра в 19 км от Юхнова, на границе территории национального парка «Угра». Через деревню протекает река Ларина. На юго-запад от деревни проходит автомобильная трасса Р132.

## Население
| 2002 | 2010 |
| ---- | ---- |
| 150  | ↘93  |